# Colin Ward
Pour les articles homonymes, voir Ward.
Œuvres principales
- Anarchy in Action

Colin Ward, né le 14 août 1924 à Wanstead dans l'Essex en Angleterre et mort le 11 février 2010 à Ipswich en Angleterre, est un écrivain britannique et journaliste indépendant, collaborateur de la presse libertaire anglo-saxonne.
Il est souvent présenté comme « l'un des plus grands penseurs anarchistes du XXe siècle et un pionnier de l'histoire sociale ».
Son œuvre embrasse des domaines aussi différents que la sociologie, l'anthropologie, la cybernétique, l'éducation, l'architecture et la planification urbaine, la guerrilla urbaine, la distribution de l'eau potable, les terrains de jeux d'aventure ou le mouvement des squatters.

## Biographie
Colin Ward est gagné à l’anarchisme au cours de la Seconde Guerre mondiale. Alors qu'il sert dans l'armée britannique, il est abonné au journal antimilitariste War Commentary.
En 1947, Le journal londonien Freedom accueille ses premiers articles dans lesquels il aborde des questions qui resteront, tout au long de sa vie, ses préoccupations essentielles : le logement, l’urbanisme, l’architecture, l’autogouvernement. Des problèmes d’organisation sociale auxquels il se propose d’apporter une réponse libertaire.
Dans le domaine du logement, il en vient à défendre, contre les politiques de régulation par l’État ou le marché, les principes de l’autoconstruction, en particulier par le biais de coopératives. Sur les traces de Pierre Kropotkine, il étudie l’évolution des coutumes et des pratiques d’occupation et de construction sauvages, en dehors de tout système légal, comme la vieille tradition populaire des cottages illicites au Pays de Galles (« Tŷ unnos (en) ») ou le mouvement des squatteurs anglais dans l’immédiat après-guerre.
L’anarchisme de Colin Ward est moins un modèle social abstrait qu’une réalité concrète, vécue, historique, inscrite dans les relations humaines et les modes de vie qui se développent en marge des structures de pouvoir et souvent contre elles.
De là s’ouvre, pour lui, la perspective d’une société de vis-à-vis, un ensemble de petites communautés qui, organisées sur le principe fédéraliste, parviendraient à limiter les tendances hiérarchiques et bureaucratiques, tout en préservant les fondements naturels de la vie humaine. 
En 2001, il obtient de l'université Anglia Ruskin, un doctorat honorifique en philosophie.

### Pensée politique
Partisan d'un « anarchisme social », Colin Ward promeut l'abolition des structures autoritaires au sein de l'organisation sociale et leur remplacement par des entités autogérées non-hiérarchiques. Cette forme de fédéralisme libertaire inspirée des travaux de Pierre Kropotkine et de Pierre-Joseph Proudhon s'appuie sur l'idée que des groupes à taille humaine ont tendance à générer moins de bureaucratie et de hiérarchie.
« Je crois que les idées sociales de l'anarchisme : les groupes autonomes, l'ordre spontané, le contrôle ouvrier, le principe fédératif renforcent une théorie cohérente de l'organisation sociale qui est une alternative valable et réaliste à la philosophie sociale autoritaire, hiérarchique et institutionnelle. L'homme sera forcé, déclare Kropotkine, « de trouver de nouvelles formes d'organisation pour remplacer les fonctions sociales que l'État remplit par la bureaucratie » et il insiste : tant que cela ne sera pas fait, rien ne sert de continuer à parler de la forme que doivent prendre ces nouveaux types d'organisation. Nous devons maintenant les mettre en pratique ».

## Publications
- Colin Ward sur le site de la BnF et de Sudoc

### En anglais
- Anarchism as a Theory of Organization, Anchor Books, New York, 1966, lire en ligne
- The Child in the City, 1978
- The Child in the Country, 1988
- Encounters in Grenoble, 1996, lire en ligne
- Anarchy in Action, Londres, Freedom Press, 2008

### En français
- « Cités idéales », Courrier de l’Unesco, février 1991, pp. 34-38, lire en ligne
- « La sociologie anarchiste du fédéralisme (The Anarchist Sociology of Federalism) », Freedom, juin-juillet 1992, lire en ligne
- La Liberté de circuler - Pour en finir avec le mythe de l’automobile, Atelier de création libertaire, 1993, présentation en ligne  (ISBN 2-905691-21-2)
- « La maison anarchiste » in Les Incendiaires de l'imaginaire : colloque international, Grenoble, mars 1996, Atelier de création libertaire, 1997, lire en ligne  (ISBN 2-905691-48-4)
- David Goodway, L’Anarchie en société - Conversation avec Colin Ward, Atelier de création libertaire, 2005, présentation en ligne  (ISBN 2-905691-94-8)
- Les Voleurs d’eau. Les déboires marchands d’un bien commun, Atelier de création libertaire, 2006, présentation en ligne  (ISBN 2-35104-009-0)
- L'Enfant dans la ville. Paris, éditions Eterotopia France, collection Rhizome, 2020  (ISBN 979-10-93250-41-0)